# SHB Đà Nẵng

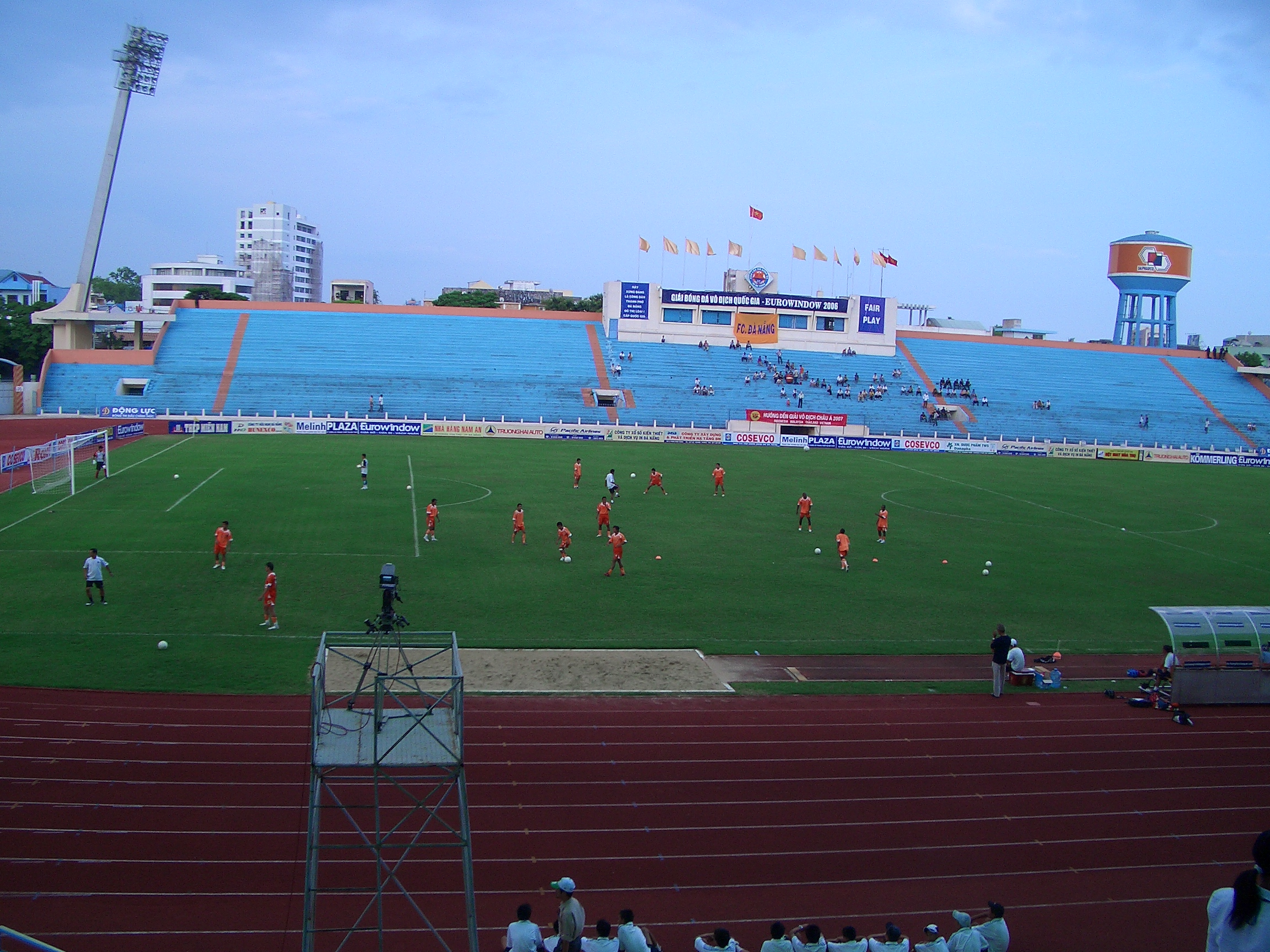
Chi Langstadion

SHB Đà Nẵng is een voetbalclub uit Đà Nẵng, Vietnam. De club speelt in de V-League de hoogste voetbalcompetitie van het land.
De club nam tweemaal deel in de AFC Champions League (en de voorloper daarvan). De acht gespeelde wedstrijden werden allemaal verloren, met de 15-0-verlies tegen Gamba Osaka (uit) als grootste nederlaag.
De club maakte tot 2016 gebruik van het Chi Lăngstadion, daarna verhuisde het naar het Hòa Xuânstadion.

## Erelijst
- V-League: 1992, 2009
- Beker: 1993, 2009

## In Azië
| Seizoen | Competitie              | Ronde | Land                | Club                   | Score     |
| ------- | ----------------------- | ----- | ------------------- | ---------------------- | --------- |
| 1993/94 | Asian Club Championship | QR    | Vlag van Indonesië  | Arema Malang           | 0-1, 0-2  |
| 2006    | AFC Champions League    | Groep | Vlag van Zuid-Korea | Jeonbuk Hyundai Motors | 0-3, 0-1  |
| 2006    | AFC Champions League    | Groep | Vlag van China      | Dalian Shide           | 0-2, 0-1  |
| 2006    | AFC Champions League    | Groep | Vlag van Japan      | Gamba Osaka            | 0-15, 1-5 |

## Spelers
- Vo Van Hanh
- Pham Hung Dung
- Le Huynh Duc
- Le Hong Minh
- Lico
- Nuro Amiro Tualibudane
- Alexander Prent (2011 - 2012)